# 林柏廷
林柏廷（？—），台灣繪本作家、插畫家和藝術家，與太太和兒子住在宜蘭，著有《我愛猴小孩》、《我自己可以》等繪本。林柏廷獲得第一屆和第四屆豐子愷兒童圖畫書獎入選。

## 經歷
- 與曹益欣、信子（繪本作家）、李如青一起擔任華婉兒童圖書館的繪本講師[2]

## 作品
- 《一個像海的地方》遠流出版社
- 《真的可以吃嗎》小魯出版社
- 《你家在哪裡》小魯出版社
- 《叭叭叭!這是什麼車》小魯出版社
- 《who's weraing this 》SCHOLASTIC
- 《好想要回家》內政部營建署
- 《I WANT TO EAT THIS 》SCHOLASTIC
- 《一起去動物園》遠流出版社
- 《這是誰的衣服》小魯出版社
- 《這個可以吃嗎》小魯出版社
- 《我愛猴小孩》聯經出版社
- 《我自己可以》聯經出版社
- 《地瓜發芽了》聯經出版社
- 《鏡澳芹壁》聯經出版社
- 《你不知道你很棒嗎?》東方出版社
- 《搖滾森林》幼獅出版社
- 《雪兒》幼獅出版社
- 《臺南孔廟好好玩》青林出版社
- 《小豬找雨》彩虹種子出版社
- 《不會抓老鼠的貓》彩虹種子出版社
- 《我要當醫生》大采出版社
- 《最幸福的禮物》大塊出版社

## 展覽
- 2017年3月3日～3月23日，與曹益欣、蔡美保、信子、孫心瑜、劉旭恭、唐唐、邱承宗、許匡匡、童嘉、廖書荻共11位台灣當代繪本創作者一同舉辦「停聽看他們做繪本」展覽。

## 得獎
- 2020 openbook 好書獎 最佳童書
- 第六屆豐子愷兒童圖畫書獎佳作
- 2018 年度最佳少年兒童讀物
- 第一屆和第四屆豐子愷兒童圖畫書獎入選
- 第15、16、17、20屆信誼幼兒文學獎 佳作
- 入圍第30屆金鼎獎最佳圖畫書獎
- 2006台北國際書展最佳圖畫書類入選
- 2006 best from Taiwan入選
- 誠品童書排行榜第一名